# ТЕС Пуерто-де-Барселона
ТЕС Пуерто-де-Барселона – теплова електростанція на північному сході Іспанії.
В 2011 році на майданчику станції ввели в дію два однотипні парогазові блоки комбінованого циклу одиничною потужністю біля 425 МВт (є відомості, що офіційно блоки номіновані на 447 МВт та 445 МВт). Кожен блок має одну газову турбіну, що через котел-утилізатор живить одну парову турбіну.
Як паливо станція використовує природний газ, який наразі надходить до регіону через термінал ЗПГ Барселона.
Видача продукції відбувається під напругою 220 кВ.
Проект реалізувала компанія GasNatural Fenosa, яка з 2018-го була перейменована на Naturgy Energy Group.